# Japáncseresznye
A japáncseresznye (Prunus serrulata vagy Cerasus serrulata) a rózsafélék (Rosaceae) családjába tartozó díszfa. Japán nemzeti jelképe és a japán identitás része; számos nemesített változatának tavasszal nyíló virága, amelyekből termések nem származnak (meddő virágok).

## Származása
Kelet-Ázsiából származó faj, mely a legkedveltebb díszcseresznyénk.

## Leírása
A japáncseresznye a közönséges cseresznyéhez hasonló igényű, levele is hasonló ahhoz. Széles koronájú, 8-10 méterre is megnővő fa, látványos tavaszi virágzással.
Amíg a közönséges cseresznye levelei a végükön egyenletesen hegyesednek, szélük szabálytalanul durván fogazott. A japáncseresznye levele a végén hirtelen elkeskenyedik, majd hosszú hegyben végződik, a levél széle egyenletesen, aprón fogazott, a fogak előre állnak és finom szálkaszerű hegyben végződnek.
A fajták (többségében még Kínában és Japánban  szelektált fajták szín-és alakgazdagsága rendkívül nagy, a hófehértől a sárgászöldön keresztül a sötét rózsaszínig terjedő szimpla vagy rózsaszín virágokkal.
Ősszel lombjuk elszíneződésre hajlamos.

## Cseresznyevirág
A cseresznyevirág (japánul szakura 桜) Japán nemzeti jelképe és a japán identitás része; a japáncseresznye (Prunus serrulata) számos nemesített változatának tavasszal nyíló virága, amelyekből termések nem származnak (meddő virágok).

### Hanami
A cseresznye virága nemzeti virág, sok zenei, képzőművészeti és irodalmi mű témája. A japánok a virágnéző ünnepségeket (hanami) országszerte mindenütt megtartják, a cseresznyevirágzás idejétől függően időbeli eltéréssel.
A cseresznyevirágokat alig néhány napig lehet megtekinteni, ezért a Japán Meteorológiai Intézet ebben az időszakban előrejelzéseket készít, hogy délről északra haladva melyik zónában hány százalékban virult már ki a cseresznyevirág.
Japán legnagyobb cseresznyevirág-néző helye a Mjógi-hegy lábánál levő Szakura no Szato ("Cseresznyefalva"), ahol több mint ötezer cseresznyefa található.

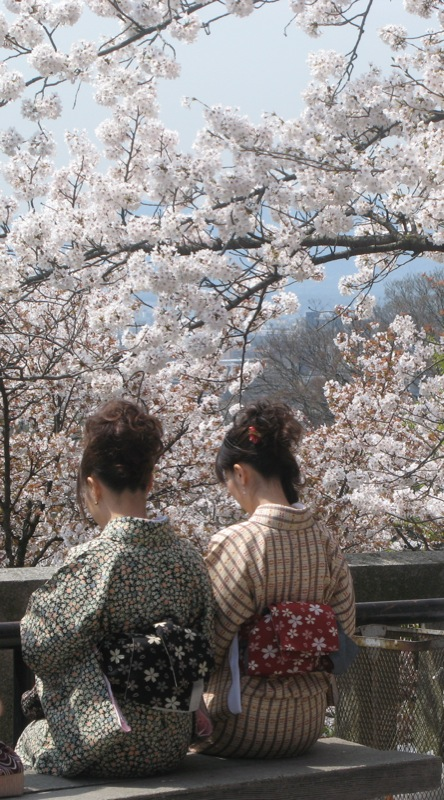
Virágnéző lányok Kiotóban
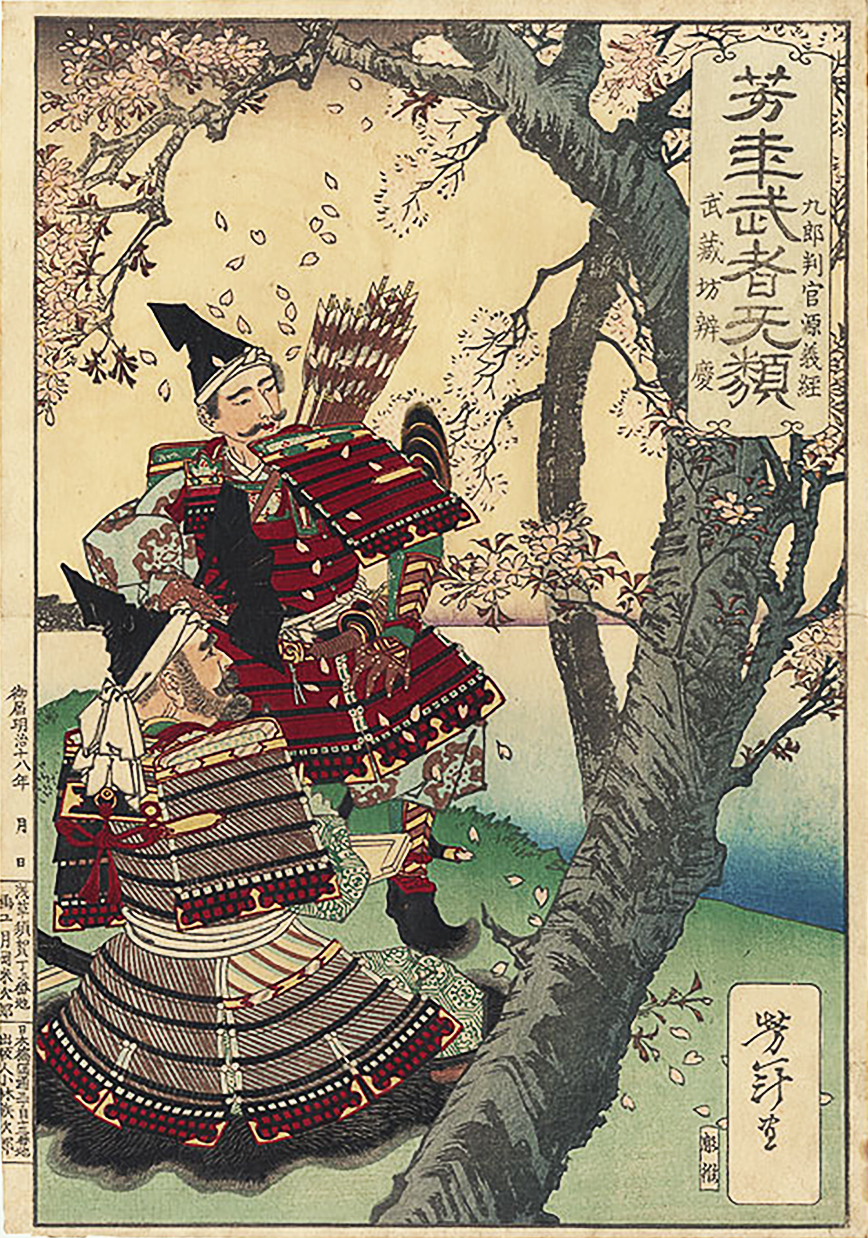
Josicune és Benkei cseresznyevirágokat néz (Cukioka Jositosi, 1885)
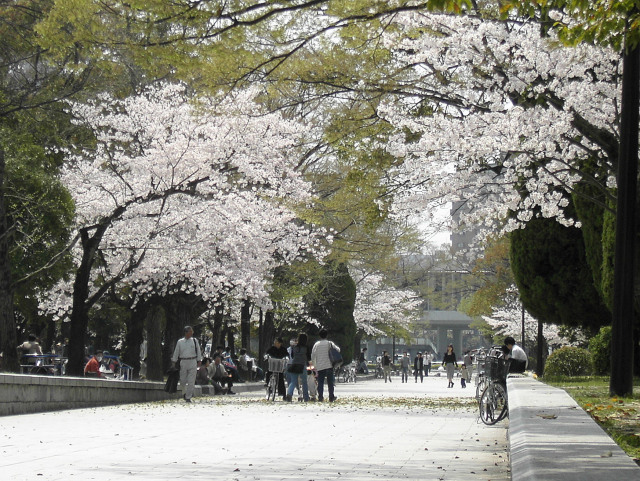
Cseresznyevirágzás Hirosimában
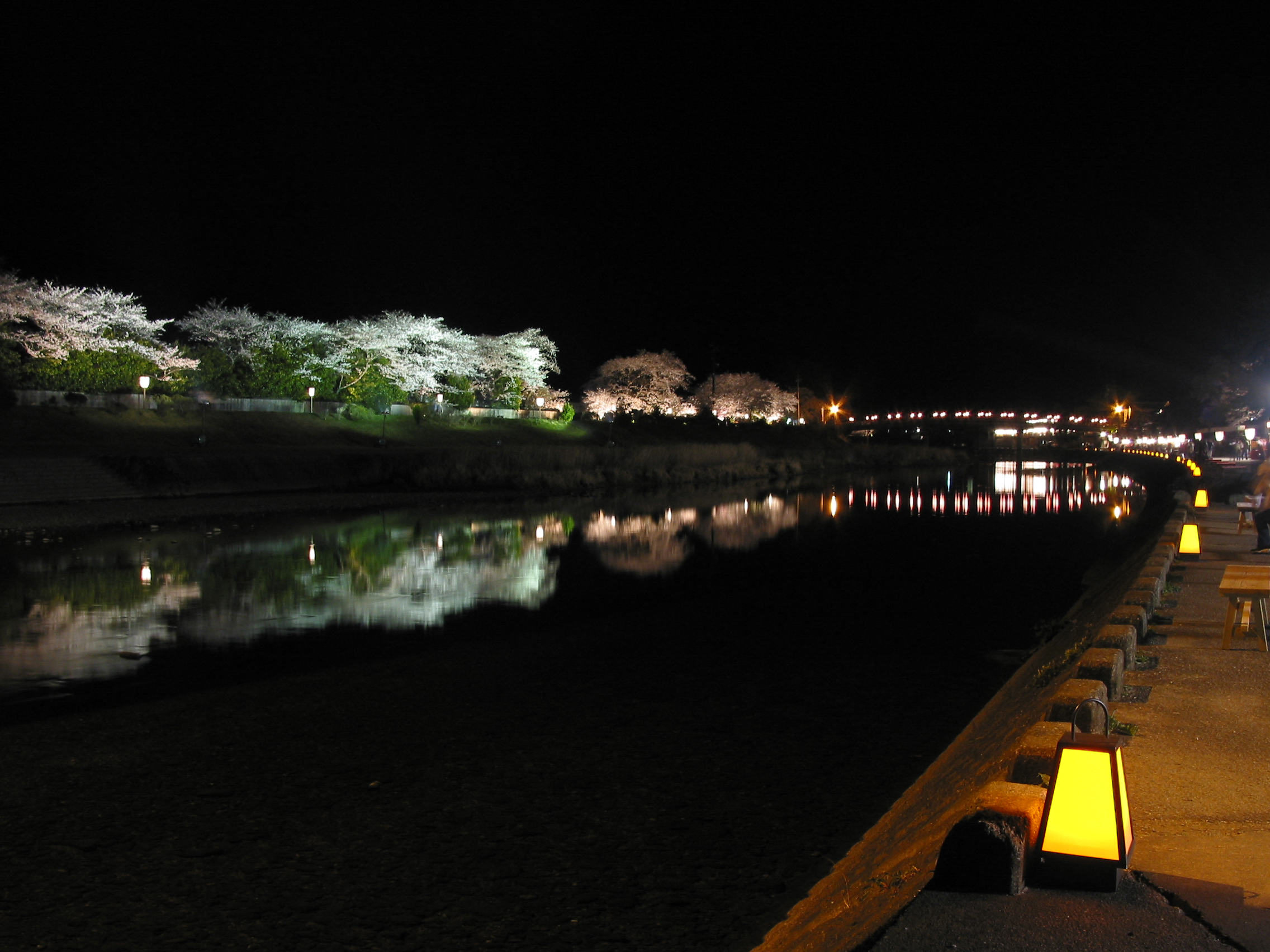
Éjszakai látvány cseresznyevirágzáskor az Iszuzu folyó partján
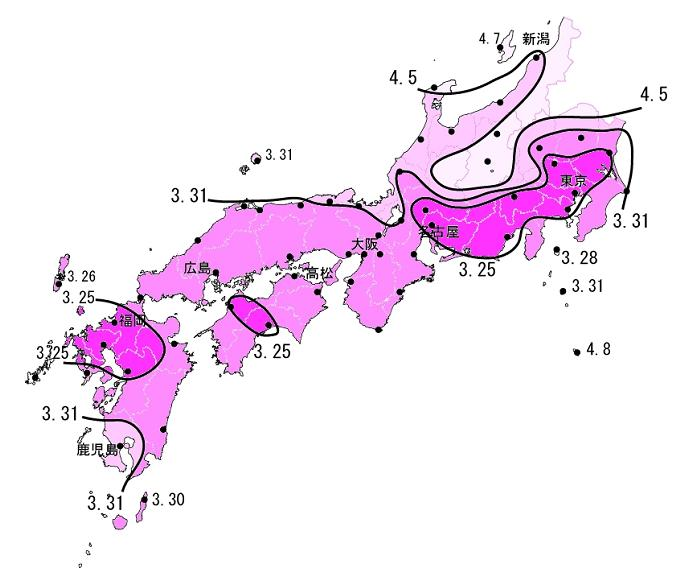
A cseresznyevirágzás időpontjai Japánban

## Fajták
- 'Kanzan' - Az összes díszcseresznye csaknem 80%-át ez a  fajta teszi ki parkjainkban. Tömvetelt rózsaszín virágú, koronája jellegzetes tölcsér vagy váza alakú. Akár 10 m-nél magasabbra is nőhet.
- 'Amanogawa' - Oszlopos termetű, halványrózsaszín telt virágokkal. Keskeny koronájú, 8 m magas fácska, fiatal levelei bronzszínűek.
- 'Shirotae' - Lapos koronájú, tömvetelt fehér virágú fajta.
- 'Kiku-Shidare-Sakura' - Csüngő koronájú, élénkrózsaszín teltvirágú fajta.
- 'Cheal's Weeping' - Koronája gomba alakú, hosszú ágai boltívszerűen meghajolnak. 2,5 m magasra nő.
- 'Tai Haku' - Ezt a nagy virágú fajtát angol kertekből telepítették vissza őshazájába, Japánba, mivel ott állományai kipusztultak. Tavasz közepén nyíló fehér virágai a legnagyobbak a díszcseresznyék között.
- 'Ukon' - Halvány sárgászöld, rózsásan futtatott szirmú, telt virágú fajta. Bronzszínű fiatal levelei a virágokkal együtt tavasz közepén jelennek meg.
- 'Shogetsu' - Fehér pártájú virágai lecsüngő, tömött csomókban nyílnak tavasz végén. Fiatal levelei halványzöldek.
- 'Shirofugen' - A legmutatósabb fajták egyike. Terebélyes koronájú, 10 m magasra növő fa. Rózsaszín virágrügyeiből fehér pártájú, telt szirmú virágok fejlődnek, melyek elvirágzás előtt ismét megszínesednek.
- 'Pandora' - Halvány rózsaszínű, egyszerű virágai ötszirmúak. Kora tavasszal, lombfakadás előtt nyílnak.
- 'Spire' - Fakózöld lomja ősszel narancssárgára, pirosra színeződik
- 'Accolade' - Valószínűleg a P. sargentii és a P. subhirtell hibridje.

További fajok és fajták
A kelet-ázsiai díszcseresznyék közül nálunk számos egyéb faj és fajta megtalálható.
- C. x yedoensis - Joshino cseresznye, a C. serrulata-nál valamivel kisebb levelű, nagy szimpla virágú és csüngő termetű fajtákkal.
- C. heincquiana - Higan díszcseresznye, apró levelű, vékony vesszejű. A tél végén és tavasszal nyíló apró, teltvirágú fajta.
- C. incisa - Fudzsi cseresznye, 'Moherheimii' fajtája csüngő.
- Prunus x subhirtella - Higan díszcseresznye, Elliptikus levelei fiatalon bronzszínűek, ősszel megsárgulnak. P. incisa és a P. pendula természetes hibridje. Vadon termő példányai ritkák, de számos nemesített fajtája van. Egyik legkedveltebb változata az 'Autumnalis'.

## Képek

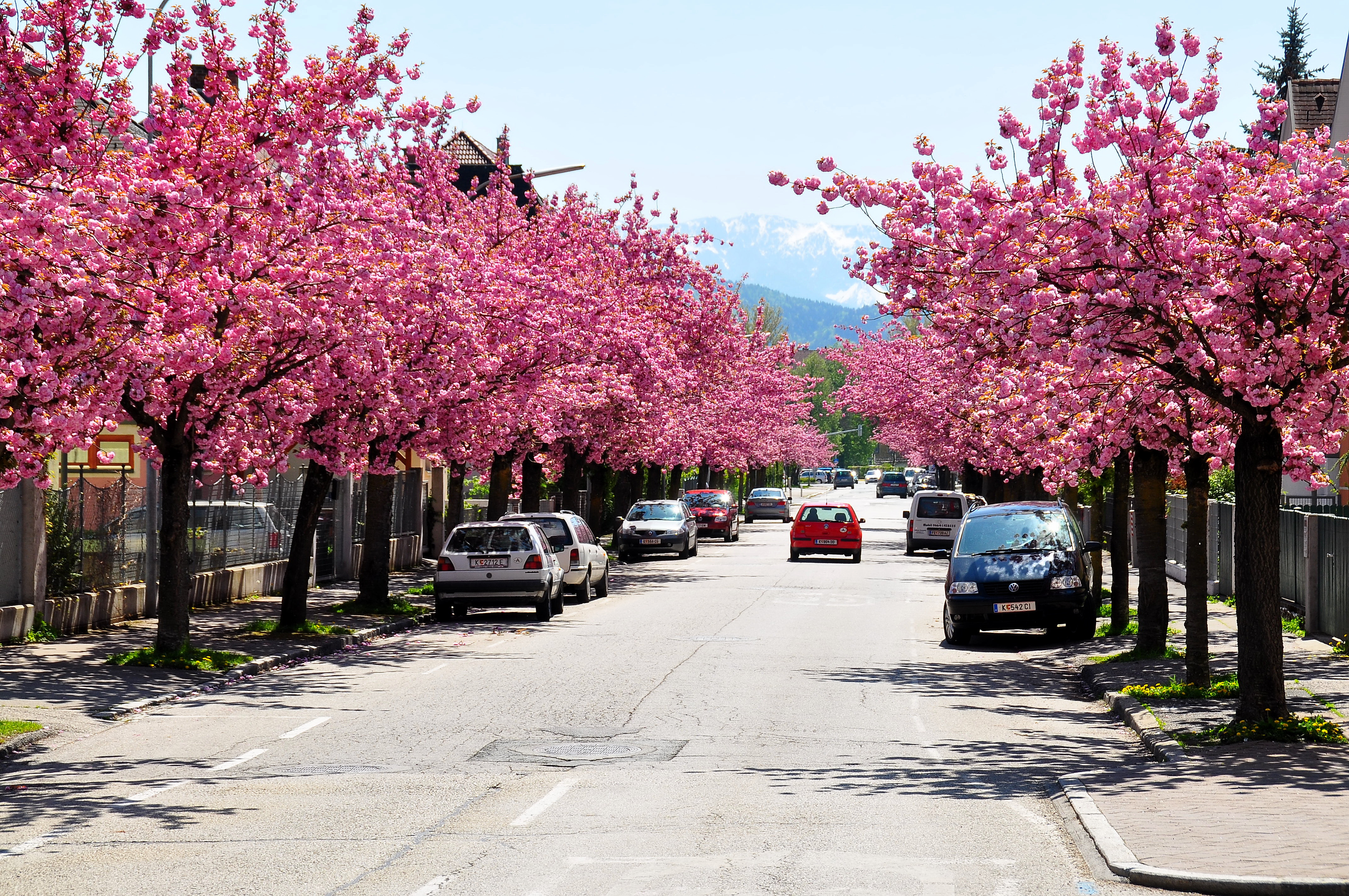
Díszcseresznye fasor Klagenfurtban
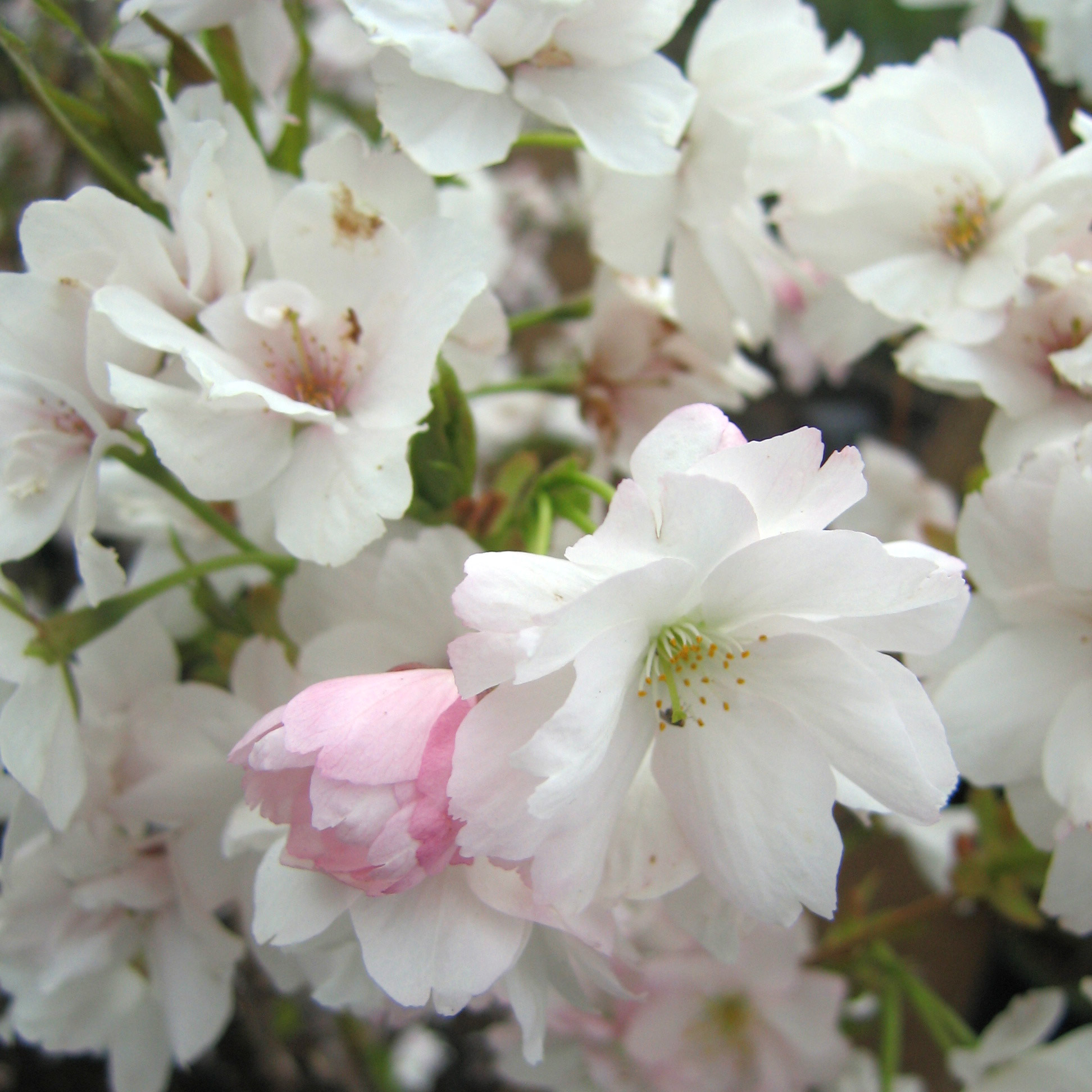
'Amanogawa' fajta
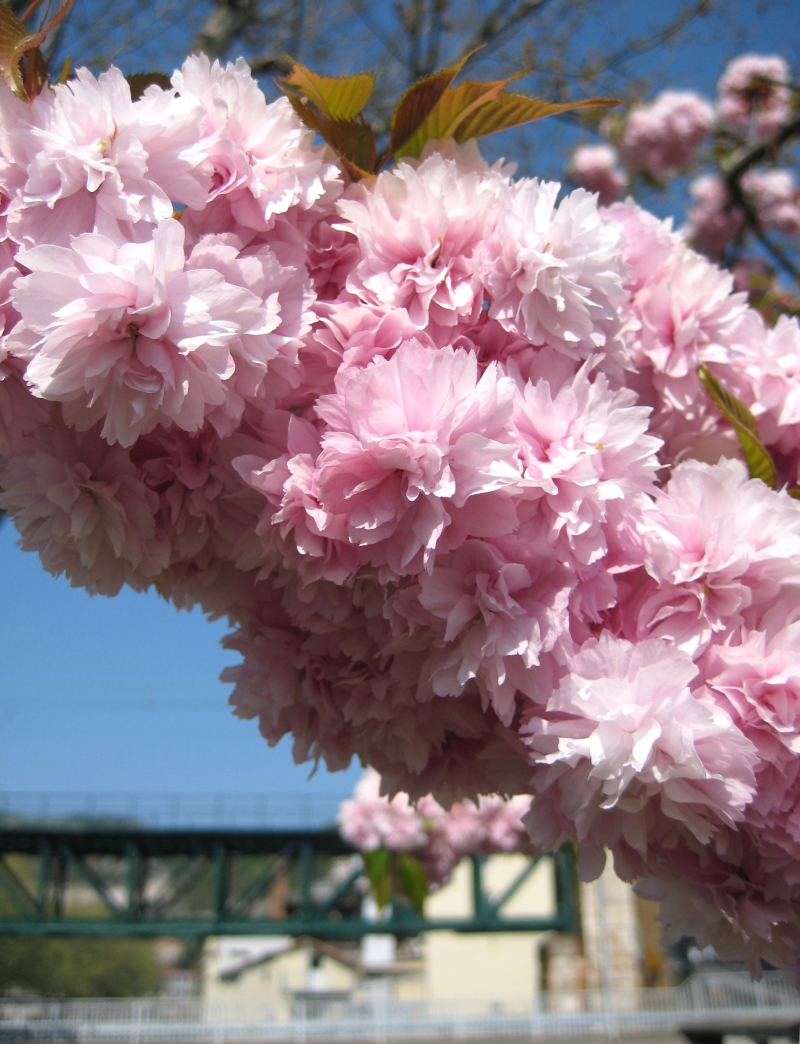
'Kiku-Shidare-Sakura' fajta
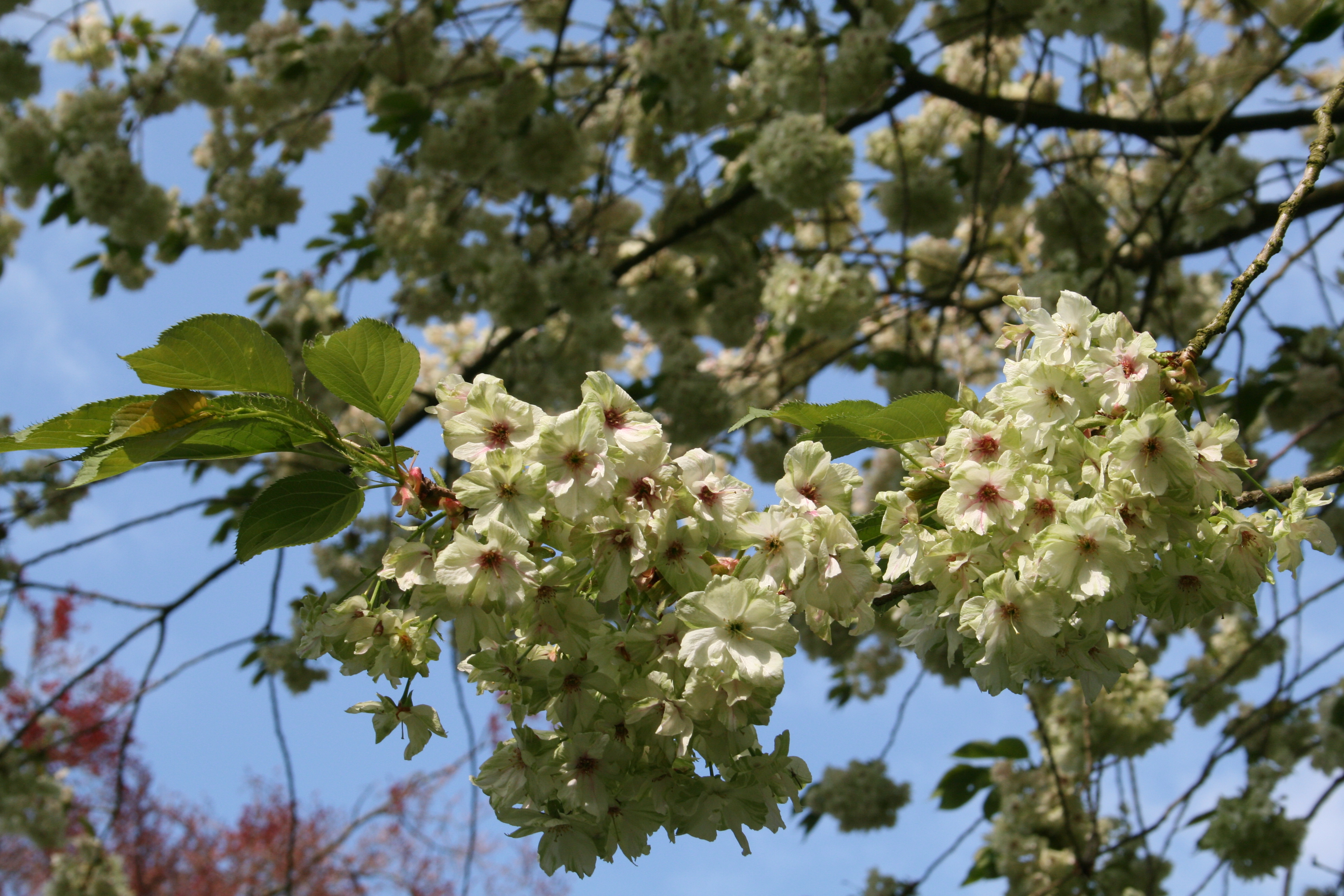
'Ukon' fajta
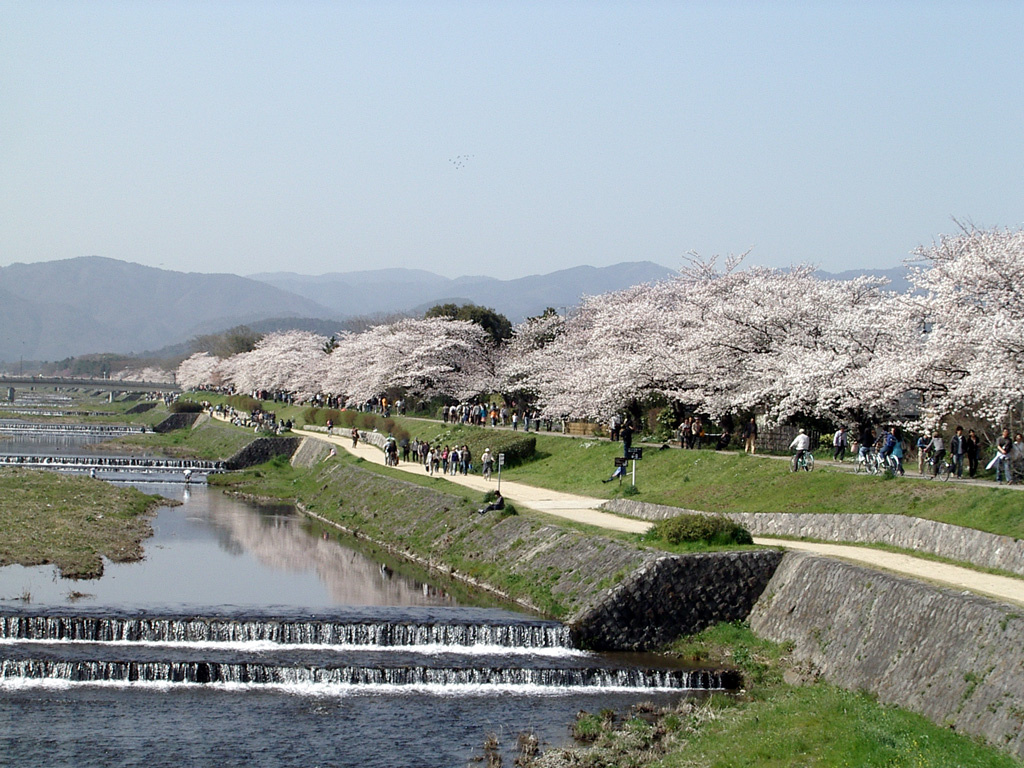
Díszcseresznyék Kiotóban
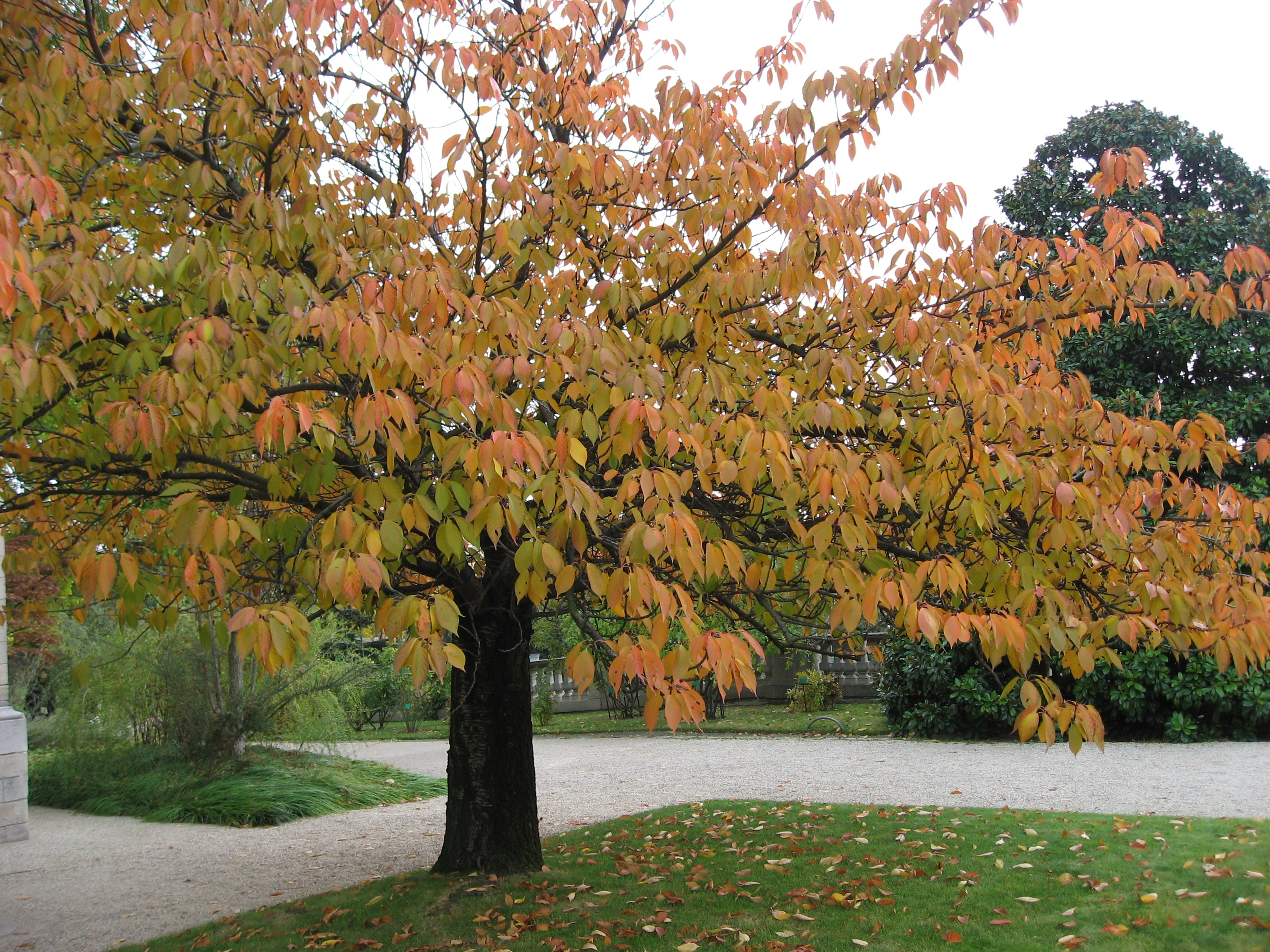
őszi lombszín